# Smrt na Nilu
Smrt na Nilu (izdan 1937.) jest kriminalistički roman Agathe Christie, poznate i kao Kraljica krimića, s Herculeom Poirotom kao protagonistom.

## Radnja
Bogata i lijepa Linnet Ridgeway udala se za Simona Doylea, mladića kojeg je preotela svojoj najboljoj prijateljici Jacquelini De Bellefort. Linnet i Simon odlaze na medeni mjesec u Egipat, no ljubomorna i ogorčena Jacqueline svuda ih prati i pravi scene. Kad par krene na krstarenje Nilom, na brodu se pojavi i Jacqueline. Tamo se zatekne i Hercule Poirot, koji je na odmoru, a uskoro mu se pridruži prijatelj, pukovnik Race. Nakon posebno žestokog Jacquelininog ispada jedne večeri, Linnet je ujutro pronađena mrtva u svojoj kabini. Poirot i Race tada počinju istragu.

## Ekranizacija
Roman je ekraniziran 1978. godine gdje je Herculea Poirota glumio Peter Ustinov. Televizijski film iz 2004., u režiji Andyja Wilsona sniman je na istome brodu, a Poirota glumi David Suchet. Uz članove ljubavnog trokuta, Poirot na svome putovanju upoznaje i druge pripadnike međunarodnog visokog društva, od kojih mnogi, usprkos bogatstvu ili položaju, imaju svoje mračne tajne.

## Poveznice
- Smrt na Nilu  Arhivirana inačica izvorne stranice od 14. srpnja 2014. (Wayback Machine) na Agatha-Christie.net, najvećoj domaćoj stranici obožavatelja Agathe Christie
- Ekranizacija iz 1978.